# Bolivar de Freitas
Bolivar de Freitas é um político brasileiro do estado de Minas Gerais.
Atuou como deputado estadual em Minas Gerais na 1ª Legislatura (1947 - 1951), exercendo o mandato a partir de 19/5/1947.
Foi eleito deputado estadual na Assembleia Legislativa de Minas Gerais para a 2ª Legislatura (1951 - 1955), pelo PR. Foi substituído, nesse pleito, pelos deputados Ary Gonçalves de Souza, nos períodos de 16/10 a 13/12/1951 e de 31/7 a 8/9/1952, e José Felipe da Silva, de 16/3 a 13/5/1952.